# شنا در مسابقات جهانی ورزش‌های آبی ۲۰۰۳
شنا یکی از رشته‌های ورزشی مسابقات جهانی ورزش‌های آبی ۲۰۰۳ بوده است.

## جدول مدال‌ها
میزبان 
| رتبه  | کشور                | طلا | نقره | برنز | مجموع |
| ۱     | ایالات متحده آمریکا | ۱۱  | ۱۲   | ۵    | ۲۸    |
| ۲     | استرالیا            | ۶   | ۱۰   | ۶    | ۲۲    |
| ۳     | آلمان               | ۵   | ۱    | ۲    | ۸     |
| ۴     | روسیه               | ۳   | ۲    | ۲    | ۷     |
| ۵     | چین                 | ۳   | ۰    | ۴    | ۷     |
| ۶     | بریتانیای کبیر      | ۲   | ۳    | ۳    | ۸     |
| ۷     | اوکراین             | ۲   | ۲    | ۲    | ۶     |
| ۸     | هلند                | ۲   | ۲    | ۱    | ۵     |
| ۹     | ژاپن                | ۲   | ۱    | ۳    | ۶     |
| ۱۰    | لهستان              | ۱   | ۱    | ۰    | ۲     |
| ۱۱    | بلاروس              | ۱   | ۰    | ۰    | ۱     |
| ۱۱    | فنلاند              | ۱   | ۰    | ۰    | ۱     |
| ۱۱    | اسپانیا             | ۱   | ۰    | ۰    | ۱     |
| ۱۴    | مجارستان            | ۰   | ۴    | ۱    | ۵     |
| ۱۵    | اسلواکی             | ۰   | ۱    | ۱    | ۲     |
| ۱۶    | کرواسی              | ۰   | ۱    | ۰    | ۱     |
| ۱۶    | جمهوری چک           | ۰   | ۱    | ۰    | ۱     |
| ۱۶    | دانمارک             | ۰   | ۱    | ۰    | ۱     |
| ۱۹    | فرانسه              | ۰   | ۰    | ۲    | ۲     |
| ۱۹    | رومانی              | ۰   | ۰    | ۲    | ۲     |
| ۲۱    | ایتالیا             | ۰   | ۰    | ۱    | ۱     |
| ۲۱    | سوئد                | ۰   | ۰    | ۱    | ۱     |
| ۲۱    | آفریقای جنوبی       | ۰   | ۰    | ۱    | ۱     |
| ۲۱    | تونس                | ۰   | ۰    | ۱    | ۱     |
| مجموع | مجموع               | ۴۰  | ۴۲   | ۳۸   | ۱۲۰   |